# Центральная капсула
Центральная капсула (лат. Capsula centralis) — это образование, характерное для радиолярий типа, залегающее внутри протоплазмы их тела. Она окружает центральные части цитоплазмы, а также ядро одноклеточного организма. Её стенка состоит из слоёв гликопротеидов и имеет толщину 60-80 мм, пронизаны порами, через которые два типа цитоплазмы: внутрикапсулярная (эндоплазма) и экстракапсулярная (эктоплазма), сообщаются друг с другом. В местах прохода аксонем в центральной капсуле располагаются особые образования — фузулы. На ранних стадиях развития клетки центральная капсула может отсутствовать. Обычно она образуется у старых особей перед образованием споры.

## Функции
Центральная капсула является скелетным образованием, которое обеспечивает защиту цитоплазме и ядерному аппарату клетки. Можно отметить, что есть отдельные виды радиолярий, у которых внутрикапсулярная и экстракапсулярная цитоплазма сообщается не через маленькие поры, а через широкие отверстия, которые могут напоминать раковинки у корненожек.